# Голтон (Канзас)
Голтон (англ. Holton) — місто (англ. city) в США, в окрузі Джексон штату Канзас. Населення — 3401 особа (2020).

## Географія
Голтон розташований за координатами 39°28′11″ пн. ш. 95°43′57″ зх. д. / 39.46972° пн. ш. 95.73250° зх. д. (39.469861, -95.732555).  За даними Бюро перепису населення США в 2010 році місто мало площу 7,22 км², з яких 7,00 км² — суходіл та 0,22 км² — водойми.

## Демографія
Згідно з переписом 2010 року, у місті мешкало 3329 осіб у 1442 домогосподарствах у складі 832 родин. Густота населення становила 461 особа/км².  Було 1652 помешкання (229/км²).
Расовий склад населення:
| - 89,7 % — білих - 3,4 % — корінних американців - 1,1 % — чорних або афроамериканців - 0,6 % — азіатів - 2,0 % — осіб інших рас |

До двох чи більше рас належало 3,2 %. Частка іспаномовних становила 4,9 % від усіх жителів.
За віковим діапазоном населення розподілялося таким чином: 24,5 % — особи молодші 18 років, 55,0 % — особи у віці 18—64 років, 20,5 % — особи у віці 65 років та старші. Медіана віку мешканця становила 40,2 року. На 100 осіб жіночої статі у місті припадало 87,1 чоловіків;  на 100 жінок у віці від 18 років та старших — 79,2 чоловіків також старших 18 років.
Середній дохід на одне домашнє господарство  становив 46 346 доларів США (медіана — 38 938), а середній дохід на одну сім'ю — 55 639 доларів (медіана — 50 878). За межею бідності перебувало 17,0 % осіб, у тому числі 22,2 % дітей у віці до 18 років та 10,2 % осіб у віці 65 років та старших.
Цивільне працевлаштоване населення становило 1493 особи. Основні галузі зайнятості: освіта, охорона здоров'я та соціальна допомога — 22,2 %, мистецтво, розваги та відпочинок — 18,0 %, роздрібна торгівля — 14,8 %.